# Feignies
Feignies é uma comuna francesa na região administrativa de Altos da França, no departamento do Norte. Estende-se por uma área de 18.8 km². Em 2010 a comuna tinha 6 924 habitantes (densidade: 368,3 hab./km²).